# Wil AG
| AG ist das Kürzel für den Kanton Aargau in der Schweiz. Es wird verwendet, um Verwechslungen mit anderen Einträgen des Namens Wil zu vermeiden. |

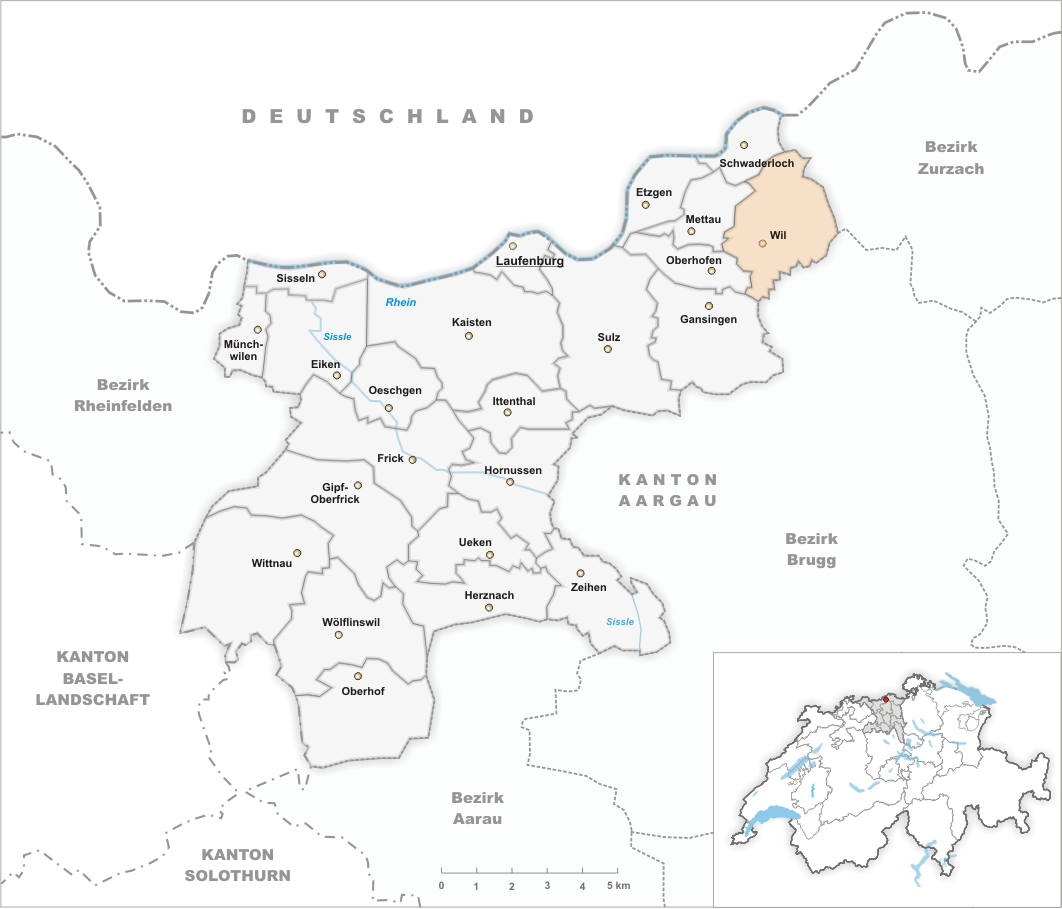
Gemeindestand vor der Fusion am 1. Januar 2010

Wil (schweizerdeutsch: ʋiːl) ist ein Dorf im Schweizer Kanton Aargau. Es liegt im Nordosten der Region Fricktal. Bis Ende 2009 bildete Wil eine eigenständige Einwohnergemeinde im Bezirk Laufenburg, seither ist es eines von fünf Dörfern in der neu entstandenen Gemeinde Mettauertal.

## Geographie
Das über ein Kilometer lange Strassendorf liegt am Etzgerbach im oberen Mettauertal. Das enge Tal wird auf beiden Seiten von Hügeln des Tafeljuras begrenzt, die im unteren Bereich steil aufragen und danach in flacher ansteigende Hochebenen übergehen. Der Etzgerbach ändert im Dorfzentrum seine Fliessrichtung von Nord nach West. Im Süden erhebt sich der Runifirst (495 m ü. M.), im Südwesten der Rotenberg (485 m ü. M.). Im Nordwesten verläuft der schmale Grat der Egghalde und des Weisstannenkopfs (beide 566 m ü. M.), im Norden erhebt sich die Kuppe der Ebnet (535 m ü. M.). Nahe der östlichen Gemeindegrenze vereinigen sich der Weisstannenkopf und die Ebnet zu einer ausgedehnten Hochebene, die landwirtschaftlich genutzt wird. Im Südosten steigt das Gelände zur Oberen Rüti (605 m ü. M.) an. Auf der Hochebene der Ebnet befindet sich der Weiler Ödenholz (521 m ü. M.), am Südhang der Egghalde der Weiler Egg (450 m ü. M.).
Die Fläche des ehemaligen Gemeindegebiets betrug 771 Hektaren, davon waren 238 Hektaren bewaldet und 41 Hektaren überbaut. Die höchste Stelle des Gemeindegebietes lag knapp unterhalb des Gipfels der Oberen Rüti auf 600 Metern, die tiefste Stelle auf 355 Metern am Etzgerbach. Nachbargemeinden waren Schwaderloch im Nordwesten, Leibstadt im Nordosten, Leuggern und Mandach im Osten, Hottwil im Südosten, Gansingen im Süden, Oberhofen im Südwesten sowie Mettau im Westen.

## Geschichte
Verschiedene Funde lassen auf eine Besiedlung durch die Römer schliessen; es wird angenommen, dass der Name Wil von der Bezeichnung villa stammt. Um 400 zogen sich die Römer endgültig über die Alpen zurück. Rund hundert Jahre später besiedelten die Alamannen die Gegend. Die erste urkundliche Erwähnung erfolgte im Jahr 1318, der Ortsname stammt vom althochdeutschen wilari und bezeichnet eine Hofsiedlung ohne nähere Besitzangabe. Grösster Grundbesitzer war das adlige Damenstift Säckingen. Die Landesherrschaft über das Gebiet lag bis 1386 bei den Grafen von Habsburg-Laufenburg und ging dann an die ältere Linie der Habsburger über. Diese verpfändeten nach dem Waldshuterkrieg von 1468 das gesamte Fricktal an Burgund. Als die Burgunder von den Eidgenossen während der Burgunderkriege vernichtend geschlagen worden waren, kam Etzgen 1477 wieder unter österreichische Herrschaft.
Nach der Reichsreform des österreichischen Kaisers Maximilian I. im Jahr 1491 gehörte Wil zu Vorderösterreich und war Teil der Kameralherrschaft Laufenburg. Das Dorf grenzte sowohl an den Berner Aargau als auch an die Grafschaft Baden. Während des Schwabenkriegs von 1499 zogen Bauern aus dem Mettauertal plündernd durch die Dörfer im benachbarten Berner Aargau. Im 17. Jahrhundert gab es kaum längere Friedenszeiten. Der Rappenkrieg, ein Bauernaufstand, dauerte von 1612 bis 1614. Der Dreissigjährige Krieg, der zwischen 1633 und 1638 auch das Fricktal erfasste, warf das Dorf in seiner wirtschaftlichen Entwicklung zurück. Auch während des Pfälzischen Erbfolgekriegs (1688–1697) zogen fremde Truppen durch die Region.

Luftansicht (1958)

1797 wurde das Fricktal nach dem Frieden von Campo Formio ein französisches Protektorat. Während des Zweiten Koalitionskrieges verlief hier die Frontlinie zwischen den Armeen Frankreichs und Österreichs; bei Wil befand sich ein französisches Militärlager. Am 20. Februar 1802 wurde der Kanton Fricktal gegründet, der sich im August der Helvetischen Republik anschloss; damit war Wil schweizerisch geworden. Das Dorf gehörte zusammen mit Etzgen und Oberhofen zur Gemeinde Mettau im Distrikt Laufenburg.
Seit dem 19. März 1803 gehört Wil zum Kanton Aargau; im gleichen Jahr löste sich das Dorf von Mettau und bildete eine eigenständige Gemeinde. Zwischen 1850 und 1900 ging die Bevölkerungszahl um fast dreissig Prozent zurück. Viele Bewohner waren verarmt und mussten ihr Heimatdorf verlassen. Die Gemeinde organisierte und finanzierte in zahlreichen Fällen die Auswanderung nach Nordamerika. Bis weit ins 20. Jahrhundert hinein blieb Wil landwirtschaftlich geprägt, jahrzehntelang stagnierte die Bevölkerungszahl. Aufgrund der Wandlung zu einer Wohngemeinde ist sie seit Beginn der 1980er Jahre wieder leicht ansteigend.
Am 20. März 2008 beschloss die Gemeindeversammlung die Fusion von Wil mit Etzgen, Hottwil, Mettau und Oberhofen zur Gemeinde Mettauertal. Die Urnenabstimmung am 1. Juni 2008 fiel ebenfalls zugunsten einer Fusion aus. Der Zusammenschluss erfolgte am 1. Januar 2010.

## Wappen
Die Blasonierung des ehemaligen Gemeinde- und heutigen Dorfwappens lautet: «Geteilt von Gelb mit wachsendem rotem Löwen und von Grün mit drei fünfstrahligen weissen Sternen.» Das Wappen wurde 1950 eingeführt. Der Löwenrumpf erinnert an die Herrschaft der Grafen von Habsburg-Laufenburg, die drei Sterne symbolisieren die Orte Wil, Ödenholz und Egg.

## Bevölkerung
Bevölkerungsentwicklung:
| Jahr      | 1850 | 1900 | 1930 | 1950 | 1960 | 1970 | 1980 | 1990 | 2000 |
| Einwohner | 739  | 521  | 522  | 533  | 558  | 539  | 530  | 566  | 666  |

Am 31. Dezember 2008 lebten 659 Menschen in Wil, der Ausländeranteil betrug 9,0 %. Bei der Volkszählung 2000 waren 70,4 % römisch-katholisch und 17,3 % reformiert; 1,4 % gehörten anderen Glaubensrichtungen an. 97,1 % bezeichneten Deutsch als ihre Hauptsprache.

## Sehenswürdigkeiten

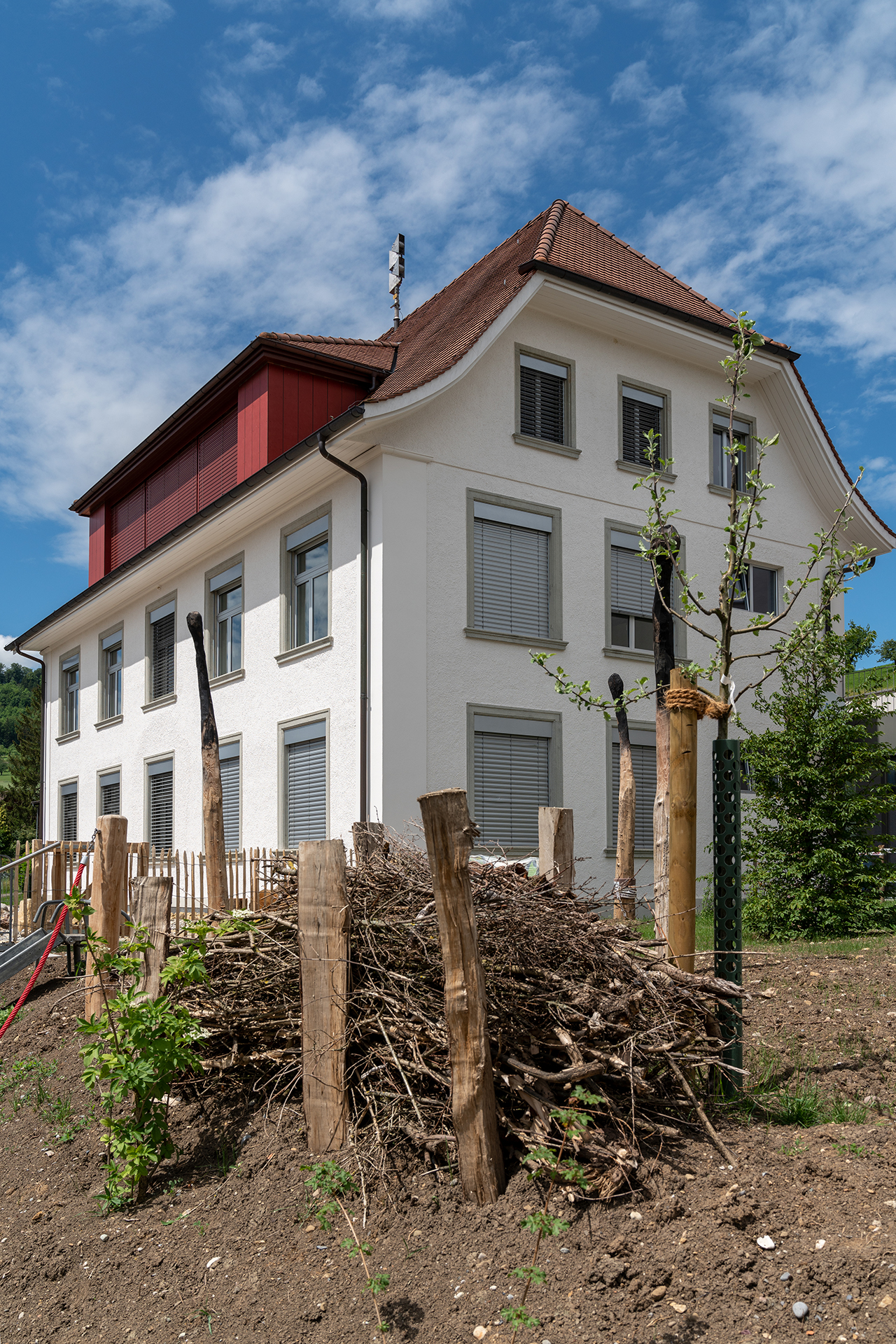
Schulhaus
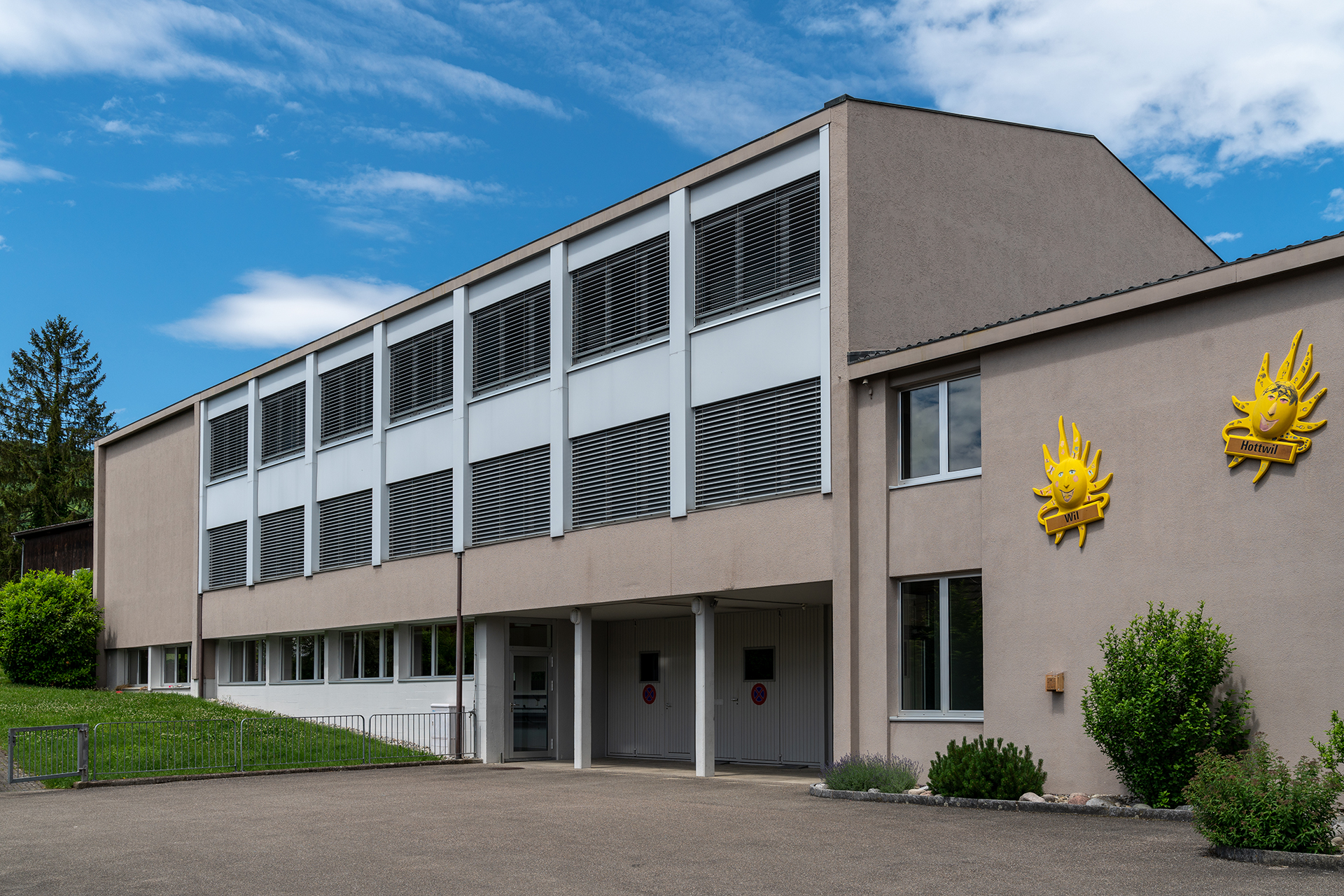
Turnhalle
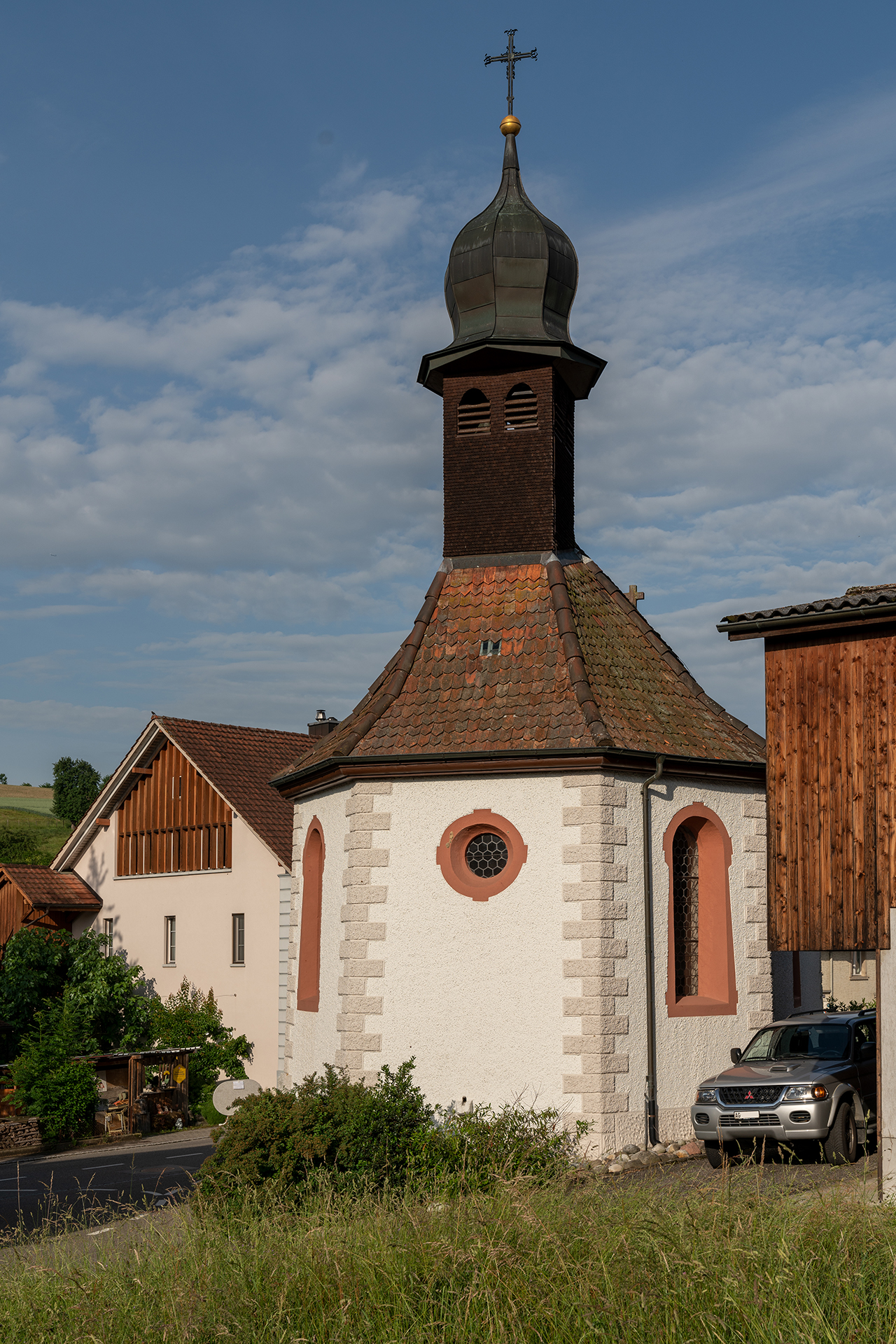
St. Wendelinskapelle
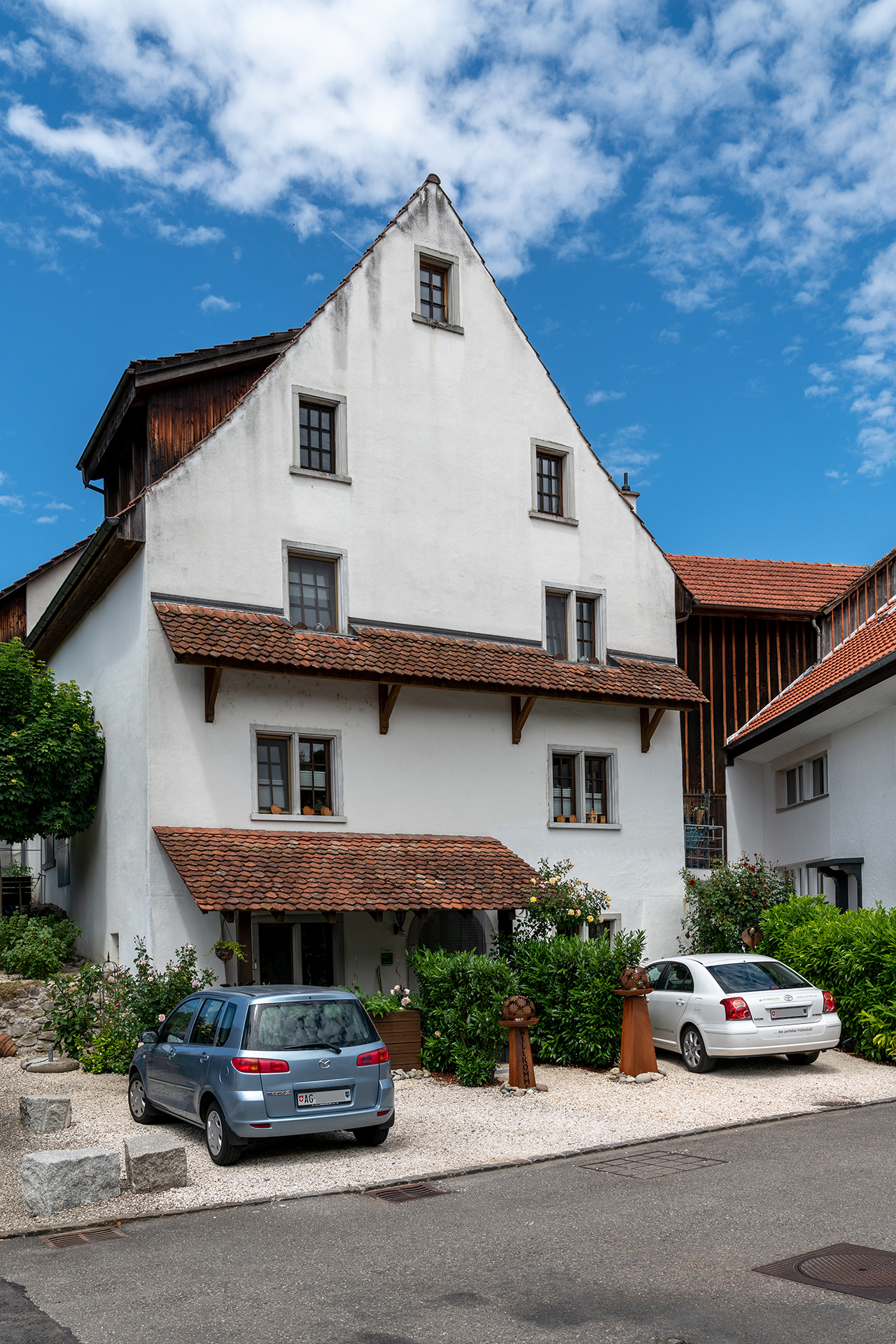
Altes Haus, Trottenstrasse
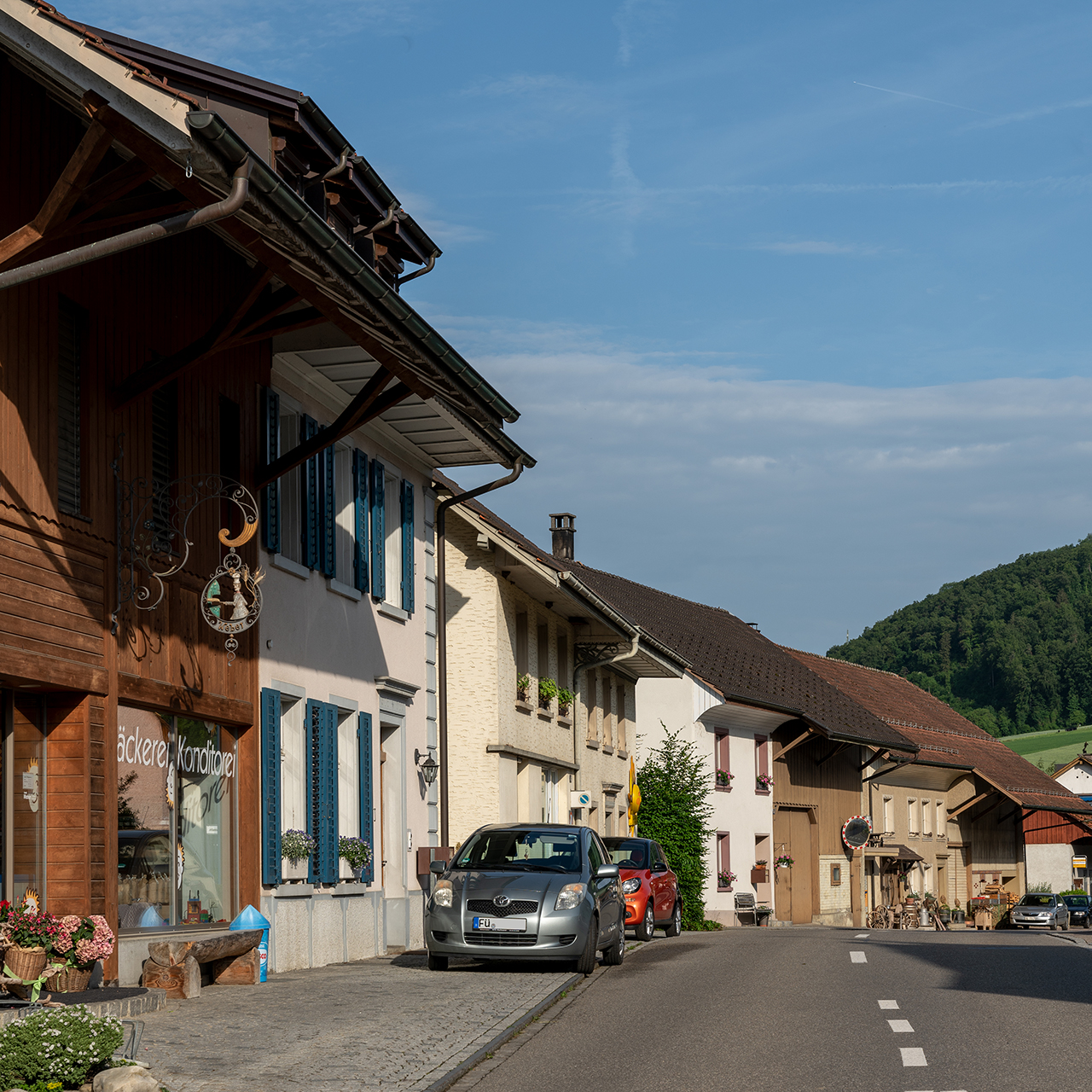
Mitteldorfstrasse
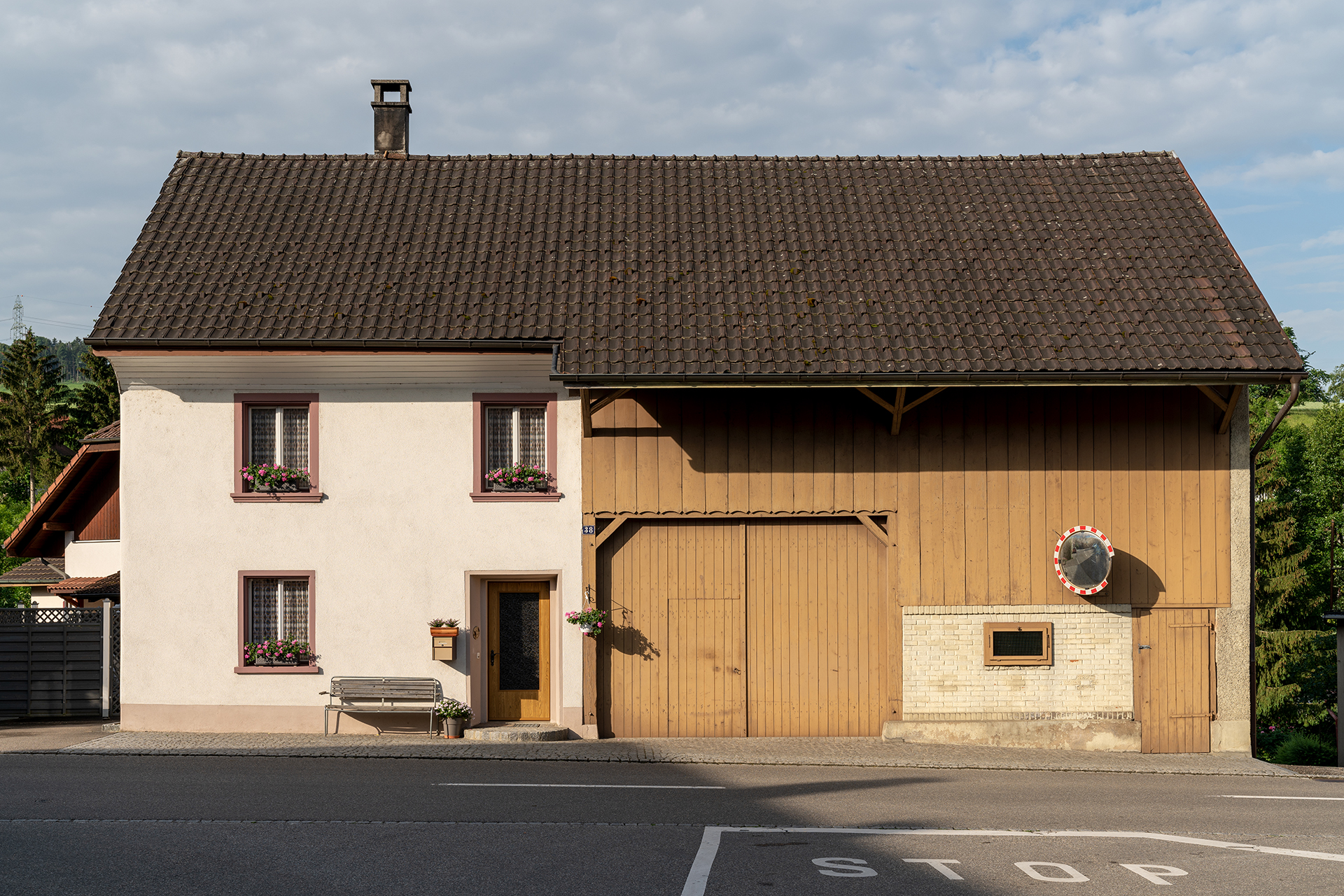
Ortstypisches Bauernhaus

## Verkehr
Das Dorf liegt abseits der grösseren Durchgangsstrassen, die Hauptzufahrt erfolgt von Etzgen her. Diese Strasse führt weiter über den Bürersteig nach Remigen und schliesslich nach Brugg. Eine weitere Strasse führt über Ödenholz nach Leuggern. Wil wird durch die Postautolinie Brugg–Laufenburg an das Netz des öffentlichen Verkehrs angebunden.

## Persönlichkeiten
- Manuela «Manou» Oeschger (* 18. Februar 1984), Sängerin der Band beFour